# Oxalis humbertii
Oxalis humbertii är en harsyreväxtart som beskrevs av A. Lourteig. Oxalis humbertii ingår i släktet oxalisar, och familjen harsyreväxter. Inga underarter finns listade i Catalogue of Life.